# グリーゼ667
グリーゼ667（英: Gliese 667）は、太陽系から約22.1光年（6.8パーセク）の距離に存在する三重星系である。さそり座の方角に位置しており、裸眼では5.89等の一つの天体として観測できる。GJ 667やGl 667, 142 G. Scorpii, HR 6426といった名称でも知られている。
この天体は比較的高い固有運動を持っており、天球上を年あたり1秒以上移動する。

## 恒星
この恒星系は二つの明るい恒星、グリーゼ667Aとグリーゼ667B、それに両者と比較して小さなグリーゼ667Cから構成される。明るい二つの恒星グリーゼ667Aとグリーゼ667Bは、平均角距離1.81秒、軌道離心率0.58という軌道でお互いを周回している。両者の実際の距離は12.6AUと推測されており、これは地球と太陽の間の距離の約13倍にあたる。高い軌道離心率により、両者の距離は最も接近した場合で約5AU、離れた場合で約20AUとなる。その公転周期は42.15年で、地球から見た軌道平面の軌道傾斜角は128°である。三つ目の恒星、グリーゼ667Cは、グリーゼ667A/Bのペアを周回する軌道を取っており、その角距離は30秒で、実際の距離にすると56AUから215AUに相当する。

### グリーゼ667A/B
この恒星系で最も大きな天体が、スペクトル分類K3VのK型主系列星グリーゼ667Aである。その質量は太陽の約73%、半径は約76%だが、放射しているエネルギー量は太陽の12～13%程である。他の恒星と比べ星を構成する物質中の水素とヘリウムの割合が高く、その金属量は太陽の26%程度と非常に少ない。見かけの明るさは6.29等だが、地球から恒星までの距離を考慮した絶対等級では7.07等となる（星間減光を無視した場合）。
主星に似た二つ目に大きな天体が、スペクトル分類K5Vで同じくK型主系列星のグリーゼ667Bである。その質量は太陽の約69%で、これは主星の質量の約95%であり、放射しているエネルギー量は太陽の5%程である。見かけの明るさは7.24等で、絶対等級では8.02等となる。
| 太陽 | グリーゼ667A |
| ---- | ------------ |
| 太陽 | Exoplanet    |

| 太陽 | グリーゼ667B |
| ---- | ------------ |
| 太陽 | Exoplanet    |

### グリーゼ667C
グリーゼ667Cはこの恒星系で最も小さな恒星であり、その質量は太陽の約37%、半径も約42%しかない。この大きさはスペクトル分類M1.5の赤色矮星に相当する。放射しているエネルギー量は太陽の僅か1.4%程で、表面温度も低く3,700K程度とみられている。見かけの明るさは10.25等で、絶対等級では11.03等となる。
グリーゼ667Cでは、後述のように惑星系が確認されている。もし惑星グリーゼ667Ccの表面からグリーゼ667Cを見た場合、その角直径は1.24度にもなり、地球から見た太陽の2.3倍の大きさに見えるはずである。これはグリーゼ667Ccから見た空の0.003%にあたる。
| 太陽 | グリーゼ667C |
| ---- | ------------ |
| 太陽 | Exoplanet    |

## 惑星系

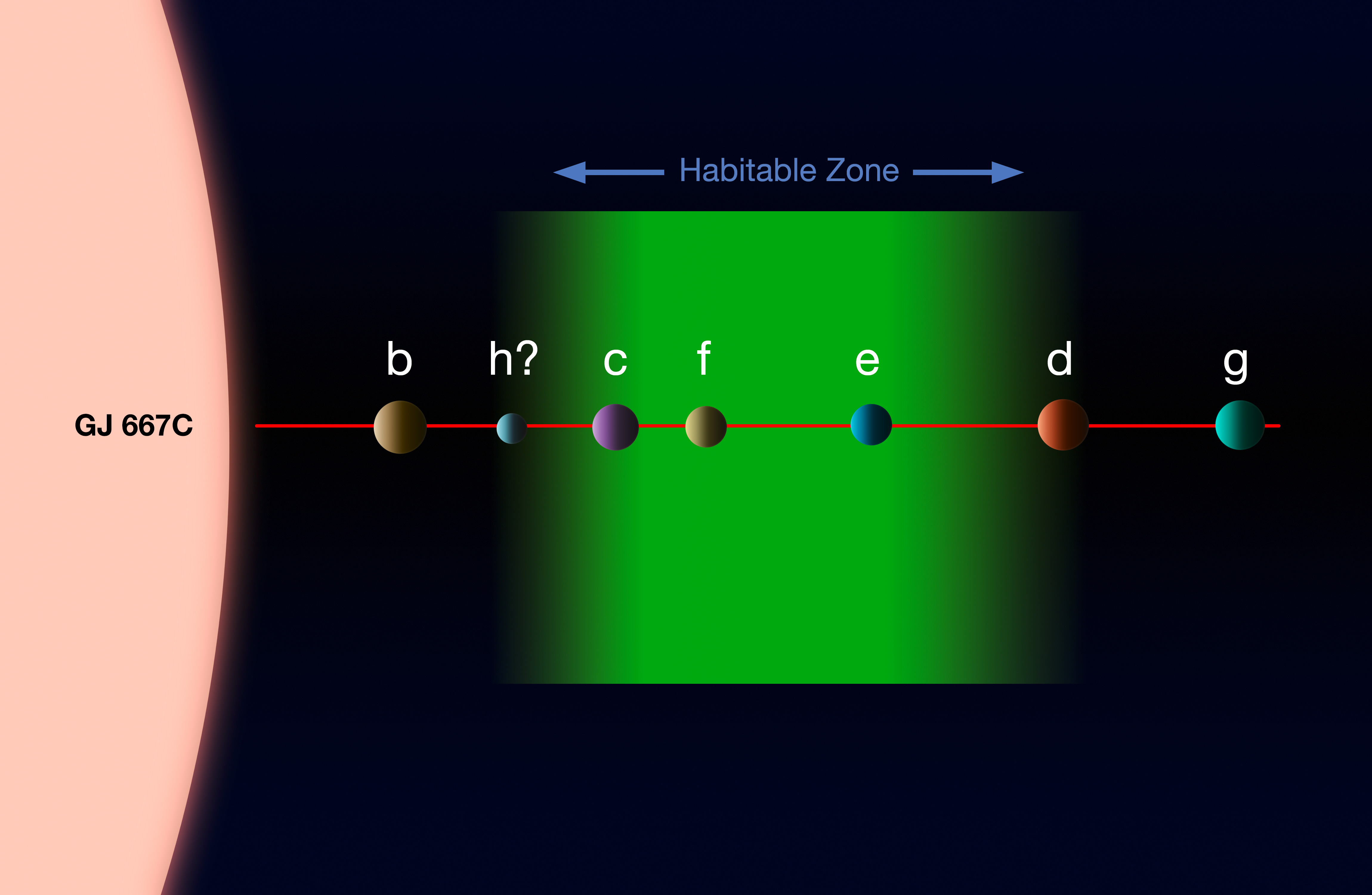
グリーゼ667C系の模式図。緑色で示されているのがハビタブルゾーン。

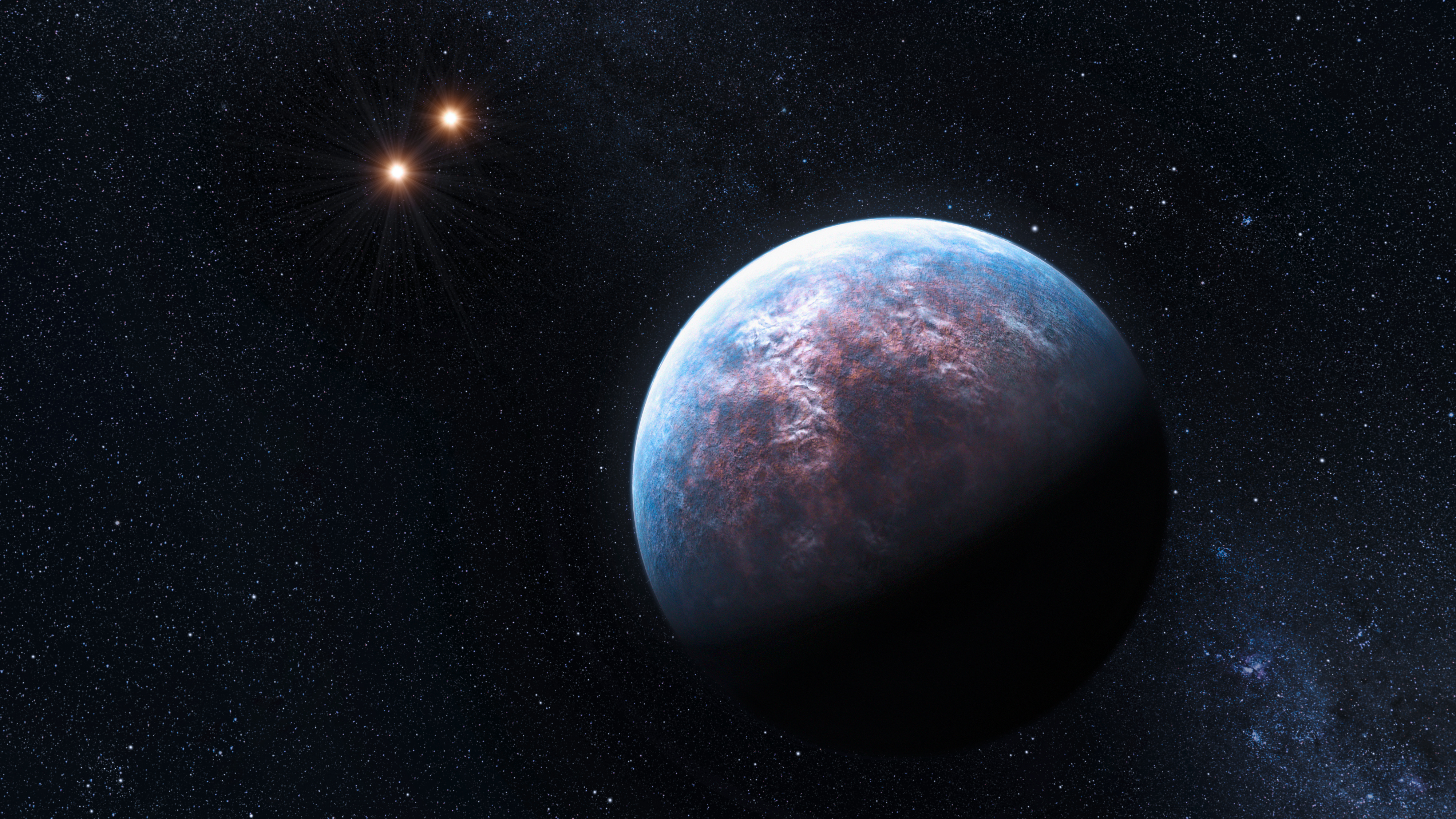
グリーゼ667Cbとその背後で輝くグリーゼ667A/B（想像図）

グリーゼ667Cでは2つの太陽系外惑星、グリーゼ667Cbとグリーゼ667Ccの存在が確認されている。CbとCcはそれぞれ惑星の質量が地球の5.7倍と4.5倍で、その質量からいずれもスーパー・アースに分類される。Cbは公転周期1週間で軌道長半径0.05AUの軌道を、Ccは4週間で0.123AUの軌道を周回する。Ccは液体の水が存在するハビタブルゾーン内に位置していると考えられている。
Cbの発見は2009年10月19日、HARPSグループにより他の29の系外惑星の発見とあわせて発表された。Ccの発見は2011年11月21日、カーネギー研究所とゲッティンゲン大学の研究者によりプレプリントという形で初めて言及され、2012年2月2日に査読誌にて発表された。 この発表では、グリーゼ667Ccをこれまで見つかった中で最高の液体の水を持つ惑星の候補だとしており、これはその表面に生命が存在する可能性が高いことを意味している。また、軌道の詳細な分析結果とそのパラメータも提示された。
| 名称 （恒星に近い順） | 質量              | 軌道長半径 （天文単位） | 公転周期 (日)       | 軌道離心率      | 軌道傾斜角 | 半径 |
| --------------------- | ----------------- | ----------------------- | ------------------- | --------------- | ---------- | ---- |
| b                     | ≥5.661 ± 0.437 M⊕ | 0.050 ± 0.002           | 7.200 ± 0.001       | 0.122 ± 0.078   | —          | —    |
| h (未確認)            | ≥1.1+1 −0.9 M⊕    | 0.0893+0.0084 −0.0093   | 16.946+0.051 −0.074 | 0.06+0.32 −0.06 | —          | —    |
| c                     | ≥3.709 ± 0.682 M⊕ | 0.125 ± 0.012           | 28.143 ± 0.029      | 0.133 ± 0.098   | —          | —    |
| f (未確認)            | ≥2.7+1.4 −1.2 M⊕  | 0.156+0.014 −0.017      | 39.026+0.194 −0.211 | 0.03+0.16 −0.03 | —          | —    |
| e (未確認)            | ≥2.7+1.6 −1.4 M⊕  | 0.213+0.019 −0.022      | 62.24 ± 0.55        | 0.02+0.22 −0.02 | —          | —    |
| d (未確認)            | ≥5.1+1.8 −1.7 M⊕  | 0.276+0.024 −0.03       | 91.61+0.81 −0.89    | 0.03+0.2 −0.03  | —          | —    |
| g (未確認)            | ≥4.6+2.6 −2.3 M⊕  | 0.549+0.052 −0.058      | 256.2+13.8 −7.9     | 0.08+0.41 −0.08 | —          | —    |

グリーゼ667Cにおいては、その他にも5つの惑星の可能性が提示されている。2013年6月、新たな観測データと過去の観測データの精査により、存在が期待されていたCdが確認でき、また新たにCe、Cf、Cgの3つの惑星を発見、加えてChが存在する可能性もあるとの研究結果が発表された。この発表ではCeとCfもハビタブルゾーン内にあるとされており、過去最多の3惑星をハビタブルゾーンに持つ恒星として注目を集めた。 しかし後の研究では、これら5つの惑星の発見は観測結果に含まれるノイズを取り違えたものだ、との否定的な見解が出されている。